# Domesticación (traducción)
La domesticación, en el campo de los estudios de traducción, designa el tipo de traducción en la que se adopta un estilo transparente y fluido para minimizar la extrañeza que pudiera entrañar el texto en lengua extranjera para los lectores del texto traducido. El término «domesticación» fue acuñado por Lawrence Venuti (1953), importante teórico e historiador contemporáneo de la traducción. Según Venuti, la domesticación consiste en «una reducción etnocéntrica del texto extranjero para orientar los valores culturales del idioma, que trae al autor de vuelta a casa». Dicha reducción de «extrañeza» del texto original se realiza mediante el uso de estructuras sintácticas, palabras y otras convenciones formales familiares para los lectores y provoca un efecto de transparencia en ellos. Este concepto se ve desarrollado en su libro The Translator’s Invisibilty: A History of Translation (1995).

## El autor
Lawrence Venuti nació en Filadelfia en 1953 y se graduó en la Universidad de Temple. Es un teórico estadounidense de la traducción del italiano, francés y catalán. Actualmente, Venuti es profesor de inglés en la Universidad de Temple y editor de The Translator, revista especializada dedicada  a la traducción y las minorías desde 1998.

## La invisibilidad del traductor como concepto
Para comprender sus ideas sobre la traducción, es importante familiarizarse primero con un concepto que Venuti propone y que critica: la invisibilidad del traductor. Es una idea recurrente en sus libros y artículos que forma la base de su teoría de la traducción. Venuti denuncia que hoy en la cultura angloamericana existe una tendencia a hacer invisibles a los traductores de inglés. La mayoría de los editores, críticos y lectores encuentran una traducción aceptable si pueden leerla con fluidez, es decir, cuando tienen la ilusión de no leer una traducción, sino un texto originalmente escrito en inglés. En consecuencia, la intervención crucial del traductor está oculta, quien es sistemáticamente invisible. Según Venuti, la invisibilidad del traductor está estrechamente relacionada con el método de domesticación y tiene varios efectos negativos. Por un lado, refuerza la hegemonía del idioma inglés. Venuti denuncia que al acostumbrar a los lectores en inglés a este tipo de traducciones, la cultura angloamericana se vuelve más narcisista y menos receptiva a los valores extranjeros. Por otro lado, la invisibilidad de los traductores afecta a la profesión dando justificación a su  pobre situación económica y social.